# Nils-Hugo Jonsson
Nils-Hugo Jonsson, född 16 april 1894 i Karlskrona, död 1961 i Karlskrona, var en svensk målare.
Han var son till timmermannen Nils Jonsson och Amanda Ljungqvist och från 1949 gift med Hanna Malmqvist. Jonsson studerade för Carl Wilhelmson i Stockholm 1917–1920 och i Danmark 1920–1921 samt i Italien 1935. Separat ställe han ut ett flertal gånger i Karlskrona och på Konserthuset i Kristianstad. Han medverkade i samlingsutställningar på Blekinge museum i Karlskrona och var representerad vid utställningen Blekingar på Galerie Modern i Stockholm. Hans konst består av blomsterstilleben, porträtt, interiörer, gatupartier från hemstaden, landskapsbilder från östra Blekinge.